# Théofiel Verschueren
Théofiel "Théo" Verschueren, (Sint Jansteen, Hulst, 27 de gener de 1943) fou un ciclista belga, que va ser professional del 1963 fins al 1974. Es va especialitzar en la pista on destaquen els dos Campionats del món de Mig fons.

## Palmarès
- 1963
  - 1r a la Volta a Bèlgica amateur
- 1965
  -  Campió de Bèlgica de Madison (amb Robert Lelangue)
  -  Campió de Bèlgica de derny
- 1967
  - 1r al Gran Premi Stad Sint-Niklaas
- 1968
  - Campió d'Europa de derny
  - 1r als Sis dies d'Anvers (amb Emile Severeyns i Sigi Renz)
- 1969
  -  Campió de Bèlgica de derny
  -  Campió de Bèlgica de mig fons
  - 1r al Gran Premi Stad Sint-Niklaas
- 1970
  -  Campió de Bèlgica de derny
  -  Campió de Bèlgica de mig fons
- 1971
  -  Campió del món de mig fons
  - Campió d'Europa de derny
  -  Campió de Bèlgica de derny
  -  Campió de Bèlgica de mig fons
- 1972
  -  Campió del món de mig fons
  - Campió d'Europa de derny
  - 1r als Sis dies d'Anvers (amb René Pijnen i Leo Duyndam)
- 1973
  - Campió d'Europa de derny
  -  Campió de Bèlgica de derny
  -  Campió de Bèlgica de mig fons
- 1974
  - Campió d'Europa de derny